# イバン・マヨ

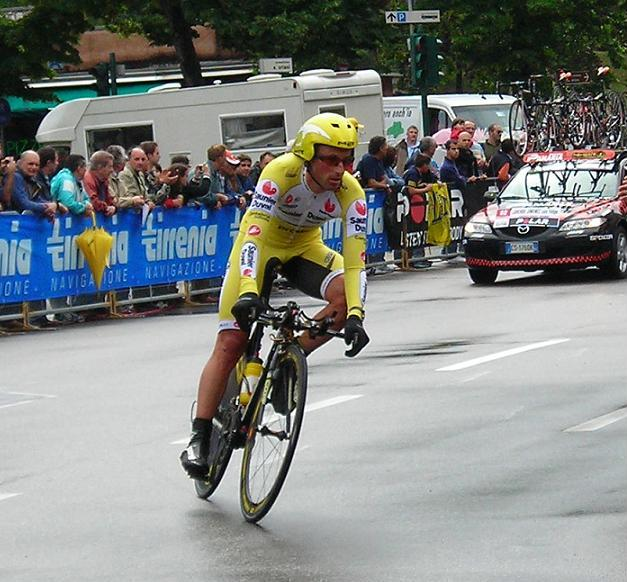
イバン・マヨ

イバン・マヨ・ディアス（Iban Mayo Diez, 1977年8月19日 - ）はスペイン・バスク自治州ビスカヤ県出身の自転車ロードレースの選手。

## 経歴
スペイン・バスク地方のチームであるエウスカルテル・エウスカディから2000年にプロ選手としてデビューする。この時から将来的にバスクを代表するプロ選手になる逸材としてバスクのファンからは期待を寄せられていた。
2002年にはブエルタ・ア・エスパーニャ総合5位の成績を収め、2003年にツール・ド・フランスにおいてラルプ・デュエズ峠を含むステージで自身初のステージ優勝を飾り総合6位と健闘する。このため、ポストランス・アームストロングの最有力候補とも囁かれることとなった。　　
2004年にはドーフィネ・リベレ総合優勝し、ツール・ド・フランスでは優勝候補の一角として期待された。しかし、慣れない石畳のコースで転倒して以降精彩を欠き、望むような成績をあげることが出来ずにリタイアとなる。この後は不調が続き、2005年にはメジャーレースでの完走すらままならない成績を繰り返した。
2006年にようやく復調の兆しをみせ、ドーフィネ・リベレで1つのステージ優勝をあげるものの、復活が期待されたツール・ド・フランスではリタイアに終わった。

### ドーピング問題
2007年にはサウニエル・ドゥバル＝プロディール（Saunier Duval-Prodir）へ移籍する。この年のジロ・デ・イタリアでステージ1勝をあげ復活のきっかけを掴んだように見えたが、続いて出場したツール・ド・フランスでは、第2休息日に行なわれたドーピング検査で第一検査用であるAサンプルから禁止薬物であるEPO（エリスロポエチン）の陽性反応が検出され、チームから即時出場停止処分を受けた。その後のBサンプル検査ではドーピング陰性とされていた。なお、ステージ優勝を果たしたジロ・デ・イタリアのドーピング検査でも筋肉増強作用のあるテストステロンが高い数値を示し陽性かと疑われたが、後の精密検査からは体内で生成されたテストステロンである可能性が強く、ドーピングの可能性は低いとされていた。
しかし10月に出されたBサンプルの検査結果にUCIは即座に待ったをかけた。世界アンチドーピング機関（WADA）のルールでは、Bサンプルの検査はAサンプルが行われたのと同じ検査機関で行われなければならないにもかかわらず、マヨの検体はAサンプルが検査されたパリ郊外のシャトネ・マラブリ研究所が夏期休暇だったという理由でベルギーのヘントの研究所で行われていたため。その後、シャトネ・マラブリ研究所でBサンプルの検査が再度行われ、Aサンプル同様、陽性と判定された。
2007年限りでサウニエル・デュバル・プロディールとの契約を打ち切られたマヨは、2009年7月31日をもって出場停止処分は解除されたものの、所属チームがない状態が続いている。

## 人物
ヒルクライム力に優れ、山岳ステージになるとジャージの前を開けてダンシングで飛ぶように走る事から、「マヨ走り」や「フライング・マヨ」（あるいはフライング・バタフライ）と言われ、日本でもファンが多い。
J SPORTSの中継などでは、彼のファンのことをマヨラーと呼ぶことがある。